# روبن کامپیو
روبن کامپیو (فرانسوی: Robin Campillo‎؛ ‏فرانسوی: [ʁɔbɛ̃ kɑ̃pijo]) فیلم‌نامه‌نویس، تدوین‌گر و کارگردان فیلم زادهٔ مراکش و اهل فرانسه است. او از سال ۱۹۹۷ میلادی تا کنون، مشغول فعالیت هنری بوده است.
از فیلم‌ها یا مجموعه‌های تلویزیونی که وی در آن‌ها نقش داشته است، می‌توان به کلاس و مریلند و ۱۲۰ تپش در دقیقه اشاره نمود.